# Клейборн (округ, Теннессі)
Шаблон:StateAbbr_ 36°29′ пн. ш. 83°40′ зх. д. / 36.48° пн. ш. 83.66° зх. д.
Округ  Клейборн (англ. Claiborne County) — округ (графство) у штаті  Теннессі, США. Ідентифікатор округу 47025.

## Історія
Округ утворений 1801 року.

## Демографія
За даними перепису 2000 року загальне населення округу становило 29862 осіб, зокрема міського населення було 8890, а сільського — 20972. Серед мешканців округу чоловіків було 14413, а жінок — 15449. В окрузі було 11799 домогосподарств, 8680 родин, які мешкали в 13262 будинках. Середній розмір родини становив 2,91.
Віковий розподіл населення поданий у таблиці:
| Стать    | До 15 років | 15-21 | 22-29 | 30-39 | 40-49 | 50-65 | 65-85 | Понад 85 |
| -------- | ----------- | ----- | ----- | ----- | ----- | ----- | ----- | -------- |
| Чоловіки | 2904        | 1359  | 1536  | 2150  | 2156  | 2630  | 1557  | 121      |
| Жінки    | 2888        | 1447  | 1557  | 2189  | 2284  | 2750  | 2017  | 317      |

## Суміжні округи
- Белл, Кентуккі — північ
- Лі, Вірджинія — північний схід
- Генкок — схід
- Ґрейнджер — південний схід
- Юніон — південний захід
- Кемпбелл — захід
- Вітлі, Кентуккі — північний захід

## Виноски
1. ↑  U.S. Decennial Census. United States Census Bureau. Архів оригіналу за 26 квітня 2015. Процитовано 2 квітня 2015.
2. ↑  Historical Census Browser. University of Virginia Library. Архів оригіналу за 11 Серпня 2012. Процитовано 2 квітня 2015.
3. ↑  Forstall, Richard L., ред. (27 березня 1995). Population of Counties by Decennial Census: 1900 to 1990. United States Census Bureau. Архів оригіналу за 21 Лютого 2015. Процитовано 2 квітня 2015.
4. ↑  Census 2000 PHC-T-4. Ranking Tables for Counties: 1990 and 2000 (PDF). United States Census Bureau. 2 квітня 2001. Архів оригіналу (PDF) за 18 Грудня 2014. Процитовано 2 квітня 2015.
5. ↑  State & County QuickFacts. United States Census Bureau. Архів оригіналу за 5 вересня 2015. Процитовано 29 листопада 2013.(англ.) Наведено за англійською вікіпедією.
6. ↑  American FactFinder. Бюро перепису населення США. Архів оригіналу за 29 липня 2011. Процитовано 31 січня 2008.

| США | Це незавершена стаття з географії США. Ви можете допомогти проєкту, виправивши або дописавши її. |